# Šport u 1960.
◄◄ | ◄ | 1957. | 1958. | 1959. | 1960.  | 1961. | 1962. | 1963. | ► | ►►
Arhitektura • Astronautika • Astronomija • Biologija • Film • Fotografija • Glazba • Kazalište • Kemija • Kiparstvo • Knjige • Književnost • Kršćanstvo • Meteorologija • Medicina • Planinarstvo • Politika • Pravo • Promet • Slikarstvo • Strip • Šport • Televizija • Znanost • Zrakoplovstvo • Željeznički promet
Šport u 1960.

## Svijet

### Natjecanja

#### Svjetska natjecanja
- Od 25. kolovoza do 11. rujna – XVII. Olimpijske igre – Rim 1960.

#### Kontinentska natjecanja

##### Europska natjecanja
- Od 6. do 10. srpnja – Prvo Europsko prvenstvo u nogometu u Francuskoj: prvak SSSR

### Osnivanja
- FK Dinamo Brest, bjeloruski nogometni klub
- NK Maribor, slovenski nogometni klub

## Vanjske poveznice
|  | Zajednički poslužitelj ima još gradiva o temi Šport u 1960. |